# Set the Twilight Reeling
Set the Twilight Reeling je sedmnácté sólové studiové album amerického rockového kytaristy a zpěváka Lou Reeda, vydané v roce 1996.

## Seznam skladeb
Všechny skladby napsal Lou Reed
1. „Egg Cream“
2. „NYC Man“
3. „Finish Line“
4. „Trade In“
5. „Hang On To Your Emotions“
6. „Sex With Your Parents (Motherfucker)“, Pt. 2
7. „Hookywooky“
8. „The Proposition“
9. „Adventurer“
10. „Riptide“
11. „Set The Twilight Reeling“

## Sestava
- Lou Reed – kytara, zpěv
- Fernando Saunders – baskytara, akustická kytara v „NYC Man“, doprovodný zpěv
- Oliver Lake – rohy v „NYC Man“
- J. D. Parran – rohy v „NYC Man“
- Russell Gunn, Jr. – rohy v „NYC Man“
- Roy Bittan – piáno v „Finish Line“
- Tony „Thunder“ Smith – bicí, doprovodný zpěv
- Mino Cinelu – perkuse v „Finish Line“
- Laurie Anderson – doprovodný zpěv v „Hang On To Your Emotions“